# Marlierea obscura
Marlierea obscura är en myrtenväxtart som beskrevs av Otto Karl Berg. Marlierea obscura ingår i släktet Marlierea och familjen myrtenväxter. Inga underarter finns listade i Catalogue of Life.